# 妥拉櫃

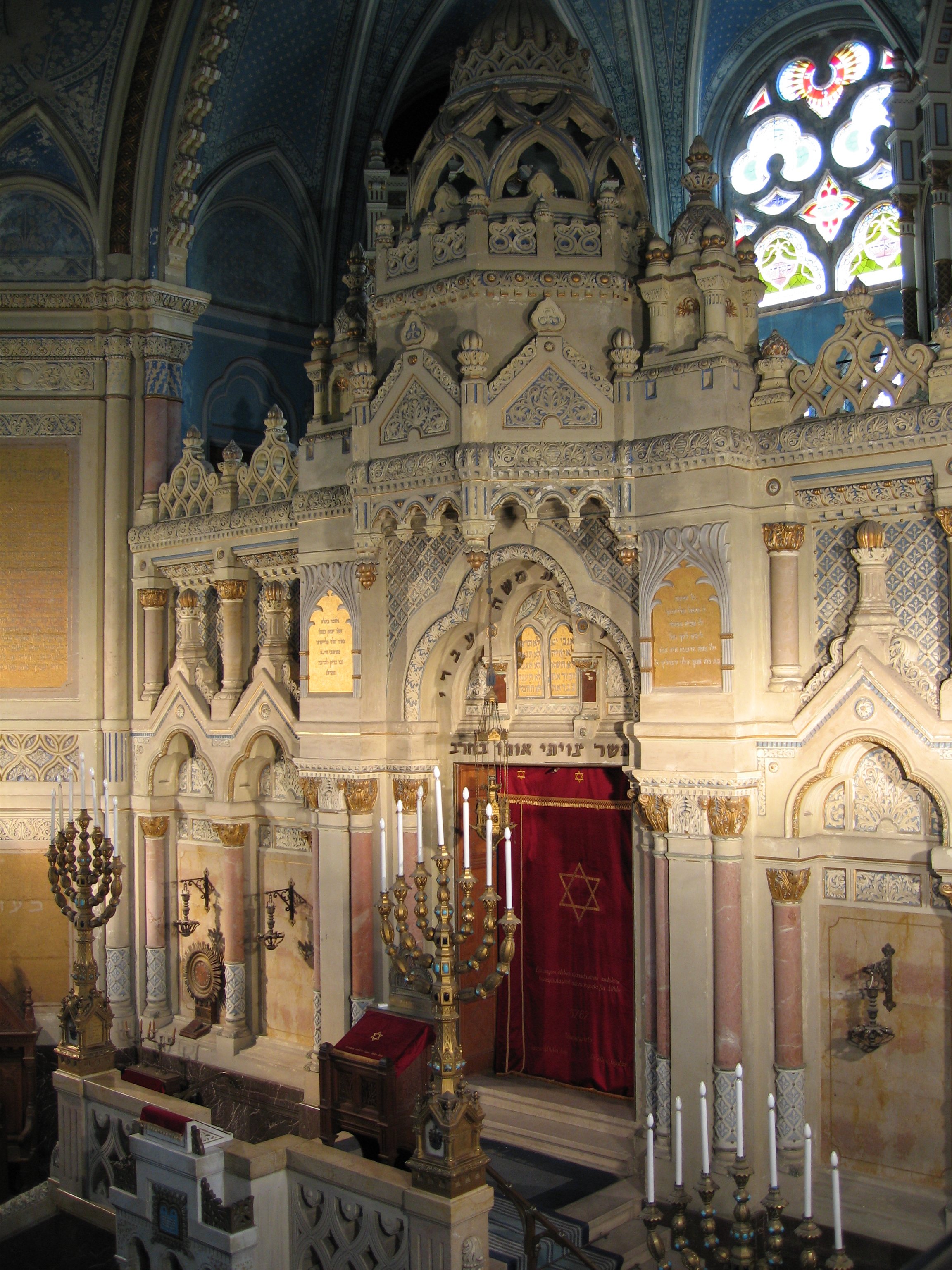
塞格德會堂的妥拉櫃

妥拉櫃（Torah ark）又譯經卷櫃或藏經櫃，是猶太會堂內的宗教聖物，通常這個猶太會堂的妥拉捲軸都會放在妥拉櫃之內。大多數妥拉櫃都會有簾子遮住。

## 外部連結
- “Aron Kodesh”（页面存档备份，存于） in Jewish Encyclopedia